# Danxi (häradshuvudort i Kina, Zhejiang Sheng, lat 29,47, long 121,87)
Danxi (kinesiska: 丹西, 象山, 丹西街道) är en häradshuvudort i Kina. Den ligger i provinsen Zhejiang, i den östra delen av landet, omkring 180 kilometer sydost om provinshuvudstaden Hangzhou. Antalet invånare är 80 490. Befolkningen består av 40 148 kvinnor och 40 342 män. Barn under 15 år utgör 13,0 %, vuxna 15-64 år 80 %, och äldre över 65 år 5,0 %.
Runt Danxi är det tätbefolkat, med 369 invånare per kvadratkilometer. Danxi är det största samhället i trakten. I omgivningarna runt Danxi växer i huvudsak blandskog.
Genomsnittlig årsnederbörd är 1 837 millimeter. Den regnigaste månaden är juni, med i genomsnitt 338 mm nederbörd, och den torraste är januari, med 56 mm nederbörd.